# Liste des maires de Cayenne
Cet article dresse une liste par ordre de mandat des maires de Cayenne.

## Liste des maires

### Jusqu'en 1945
| Période                                  | Période | Identité                        | Étiquette | Qualité                          |
| ---------------------------------------- | ------- | ------------------------------- | --------- | -------------------------------- |
| Les données manquantes sont à compléter. |         |                                 |           |                                  |
| 1790                                     | 1794    | M. Domenger                     |           | Agent de la Compagnie du Sénégal |
| 1794                                     | 1794    | M. Lanne                        |           |                                  |
| 1795                                     | ?       | M. Carre                        |           | Chirurgien major                 |
| 1807                                     | 1808    | Guillaume Paguenaut             |           |                                  |
| 1808                                     | 1821    | François Louvrier Saint-Mary    |           |                                  |
| 1821                                     | 1835    | Jean-Baptiste Tonat             |           | Commissaire-commandant           |
| 1836                                     | 1838    | Joseph Adolphe Viriot           |           |                                  |
| 1839                                     | 1845    | François Marie Roubaud          |           |                                  |
| 1845                                     | 1867    | Nicolas Merlet                  |           |                                  |
| 1867                                     | 1880    | Alexandre Coüy                  |           |                                  |
| 1880                                     | 1882    | Frédéric Élie Franconie         |           |                                  |
| 1882                                     | 1882    | Laurent Poupon                  |           |                                  |
| 1882                                     | 1882    | Hippolyte Rosette               |           |                                  |
| 1882                                     | 1883    | Louis Le Boucher                |           |                                  |
| 1883                                     | 1883    | Pierre Wacongne                 |           |                                  |
| 1883                                     | 1884    | Pierre Lanne                    |           |                                  |
| 1884                                     | 1886    | Ferdinand Achille Houry         |           |                                  |
| 1887                                     | 1889    | Charles Rousseau Saint-Philippe |           |                                  |
| 1890                                     | 1890    | Ferdinand Achille Houry         |           |                                  |
| 1890                                     | 1890    | Arthur Lupe                     |           |                                  |
| 1890                                     | 1898    | Henri Ursleur                   | Rad.soc.  |                                  |
| 1898                                     | 1900    | Éleuther Le Blond               |           |                                  |
| 1900                                     | 1904    | Henri Richard                   |           |                                  |
| 1904                                     | 1907    | François Ronjon                 |           |                                  |
| 1907                                     | 1909    | Thierry Kerbec                  |           |                                  |
| 1910                                     | 1928    | Eugène Gober                    |           |                                  |
| 1928                                     | 1929    | Auguste Quintry                 |           |                                  |
| 1929                                     | 1935    | Ernest Prévot                   | Rad.soc.  |                                  |
| 1935                                     | 1940    | Gaston Monnerville              | Rad.soc.  |                                  |
| 1940                                     | 1941    | Maurice Rivierez                |           |                                  |
| 1941                                     | 1943    | Ulrich Sophie                   |           |                                  |
| 1943                                     | 1945    | Gaston Monnerville              | Rad.soc.  |                                  |

### Depuis 1945
| Période       | Période                   | Identité                  | Étiquette                   | Qualité |
| ------------- | ------------------------- | ------------------------- | --------------------------- | --- |
| mai 1945      | octobre 1947              | Chlore Constant           | PCF                         | |
| octobre 1947  | mai 1953                  | Auguste Boudinot          | Rad.soc.                    | Chef d'entreprise Sénateur de la Guyane (1952 → 1959) Conseiller général du canton de l'Oyapock ( → ) Président du conseil général de la Guyane ( → )                           |
| mai 1953      | mars 1965                 | Roland Barrat             | UNR                         | Conseiller général du canton de Cayenne Nord-Ouest (1951 → 1964) Président du conseil général de la Guyane (1956 → 1958)                                                        |
| mars 1965     | 9 juin 1978 (décès)       | Léopold Héder             | PSG                         | Directeur des hôpitaux Député de la Guyane (1962 → 1967) Sénateur de la Guyane (1971 → 1978) Président du conseil général de la Guyane (1970 → 1973)                            |
| juillet 1978  | 18 juin 1995              | Gérard Holder             | PSG                         | Directeur d'école retraité Conseiller général du canton de Cayenne Sud-Ouest (1979 → 1998) Vice-président du conseil général de la Guyane                                       |
| 18 juin 1995  | 15 mars 2008              | Jean-Claude Lafontaine    | PSG                         | Médecin Conseiller régional de la Guyane (1983 → 2010) Vice-président du conseil régional de la Guyane (1992 → 1995)                                                            |
| 15 mars 2008  | 8 avril 2010 (démission)  | Rodolphe Alexandre        | DVG puis UMP                | Attaché territorial Conseiller régional de la Guyane (2010 → 2015) Président du conseil régional de la Guyane (2010 → 2015) Président de la CC du Centre Littoral (2001 → 2011) |
| 8 avril 2010  | novembre 2020 (démission) | Marie-Laure Phinéra-Horth | PSG diss. puis PSG puis NFG | Orthophoniste Conseillère territoriale de la Guyane (2015 → 2021) Présidente de la CA du Centre Littoral (2014 → 2020)                                                          |
| novembre 2020 | En cours                  | Sandra Trochimara         | NFG puis DVG                | 2de vice-présidente de la CA du Centre Littoral (2020 → ) |